# Leopold Berchtold
Leopold Anton Johann Sigismund Josef Korsinus Ferdinand Graf Berchtold von und zu Ungarschitz, Frättling und Püllütz (em húngaro:  Gróf Berchtold Lipót, em tcheco/checo:  Leopold hrabě Berchtold z Uherčic) (18 de abril de 1863 – 21 de novembro de 1942), foi um político, diplomata e estadista Austro-Hungaro que foi Ministro Imperial das Relações Externas no início da I Guerra Mundial.

## Biografia

### Carreira
Nascido em Viena em 18 de abril de 1863 numa família nobre abastada que tinha terras na Morávia e na Hungria, tinha a fama de ser um dos homens mais ricos da Áustria-Hungria. Fez o ensino em casa, e depois estudou direito e juntou-se à diplomacia austro-húngara em 1893. Nesse mesmo ano casou com a Condessa Ferdinanda Károlyi (1868–1955), filha de um dos mais ricos aristocratas da Hungria, em Budapeste. Serviu nas embaixadas de Paris (1894), Londres (1899) e São Petersburgo (1903).
Em dezembro de 1906, o conde Berchtold foi nomeado sucessor do Conde Lexa von Aehrenthal como embaixador na Rússia, com a nomeação de Aehrenthal para o cargo de ministro das relações externas. Serviu com distinção em São Petersburgo durante 5 anos, e constatou a desconfiança e receio da Rússia face a Viena. Em setembro de 1908, foi anfitrião de uma reunião secreta entre o conde Lexa von Aehrenthal e o ministro das relações externas russo Alexander Izvolsky na sua propriedade de Buchlau, na Morávia. Esta reunião produziu o chamado Negócio de Buchlau e levou à anexação da Bósnia e Herzegovina pela Áustria-Hungria.
Com a morte do Conde Lexa von Aehrenthal em fevereiro de 1912, o Conde Berchtold foi nomeado como seu sucessor e assim, aos 49 anos de idade, tornou-se no mais novo ministro das relações externas na Europa. A sua nomeação alegadamente terá sido feita contra sua vontade, e apesar da falta de experiência em assuntos internos e militares.:117

### Guerras Balcânicas

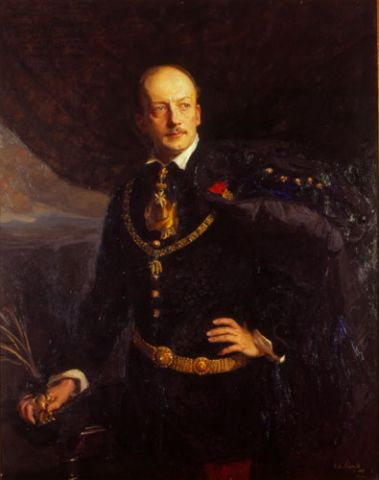
Retrato por Philip de László, 1906

Como ministro imperial das relações externas, o conde Berchtold centrou a sua atenção nos Balcãs, onde a sua política externa pretendia manter a paz, aderindo ao princípio de não-intervenção e preservação do status quo territorial. As Guerras Balcânicas de 1912/1913, todavia, tornariam rapidamente insustentável essa posição.
No início das Guerras Balcânicas, o conde Berchtold seguiu uma política de linha dura e até terá considerado uma hipótese de guerra contra a Sérvia, mas vacilou e não avançou com a intervenção no último momento. Embora ele tenha conseguido evitar que a Sérvia obtivesse uma ligação ao Mar Adriático pelo apoio dado à criação da Albânia, as Guerras Balcânicas resultaram num falhanço quanto à contenção da influência russa nos Balcãs e contrariaram as ambições sérvias quanto a um estado jugoslavo unificado. Trataram-se de uma derrota diplomática para a Áustria-Hungria e conferiram ao Conde Berchtold a reputalção de ser fraco e indeciso.
O foco do Conde Berchtold na Sérvia nascera de um receio quanto à expansão territorial sérvia nos Balcãs e também se deveu a uma complicação em assuntos divergentes com a monarquia dual multinacional, que resultariam na dissolução do próprio império.

### Crise de Julho
Na sequência das Guerras Balcânicas, o assassinato do Arquiduque Franz Ferdinand em Sarajevo em 28 de junho de 1914 foi o ápice da tensão entre a Áustria-Hungria e a Sérvia. O conde Berchtold tinha sido acusado de indecisão e desconfiança durante as Guerras Balcânicas, mas deu provas de maior empenho durante a Crise de Julho. Apoiado pelos chamados Jovens Rebeldes na Ballhausplatz liderados pelo conde Hoyos, o seu chefe de gabinete, Berchtold aproveitou a oportunidade para lançar uma ação punitiva contra a Sérvia e disferir no país um golpe mortal.:118
Tendo enviado o conde Hoyos em missão a Berlim em 5 de julho para garantir o apoio alemão às futuras ações da Áustria-Hungria, e que resultaria no famoso "cheque em branco", tornou-se o principal porta-voz, junto com o General Conrad von Hötzendorf, pela guerra contra a Sérvia num encontro do Conselho da Coroa Imperial em 7 de julho. Graças à moderadora influência do Ministro-Presidente húngaro Conde Tisza, que tinha reservas quanto ao uso da força contra a Sérvia, foi decidido enviar um ultimato à Sérvia. O ultimato, com dez pontos, foi apresentado pelo Imperador Francisco José em 21 de julho e enviado a Belgrado em 23 de julho. Na noite anterior, de acordo com o testemunho da sua mulher Nadine, o Conde Berchtold não dormiu, alterando o ultimato e adicionando-lhe cláusulas, pois estava preocupado que os sérvios o aceitassem. O governo sérvio aceitou todos os pontos do ultimato menos um, o que permitiria que as autoridades austro-húngaras participassem na investigação do assassinato em território sérvio, o que seria uma grave violação da soberania sérvia e da constituição do país. Como a aceitação das dez exigências listadas no ultimato era exigida, o governo austro-húngaro tomou a decisão de entrar em estado de guerra com a Sérvia em 28 de julho, decisão pela qual Berchtold foi um dos principais responsáveis.

### I Guerra Mundial

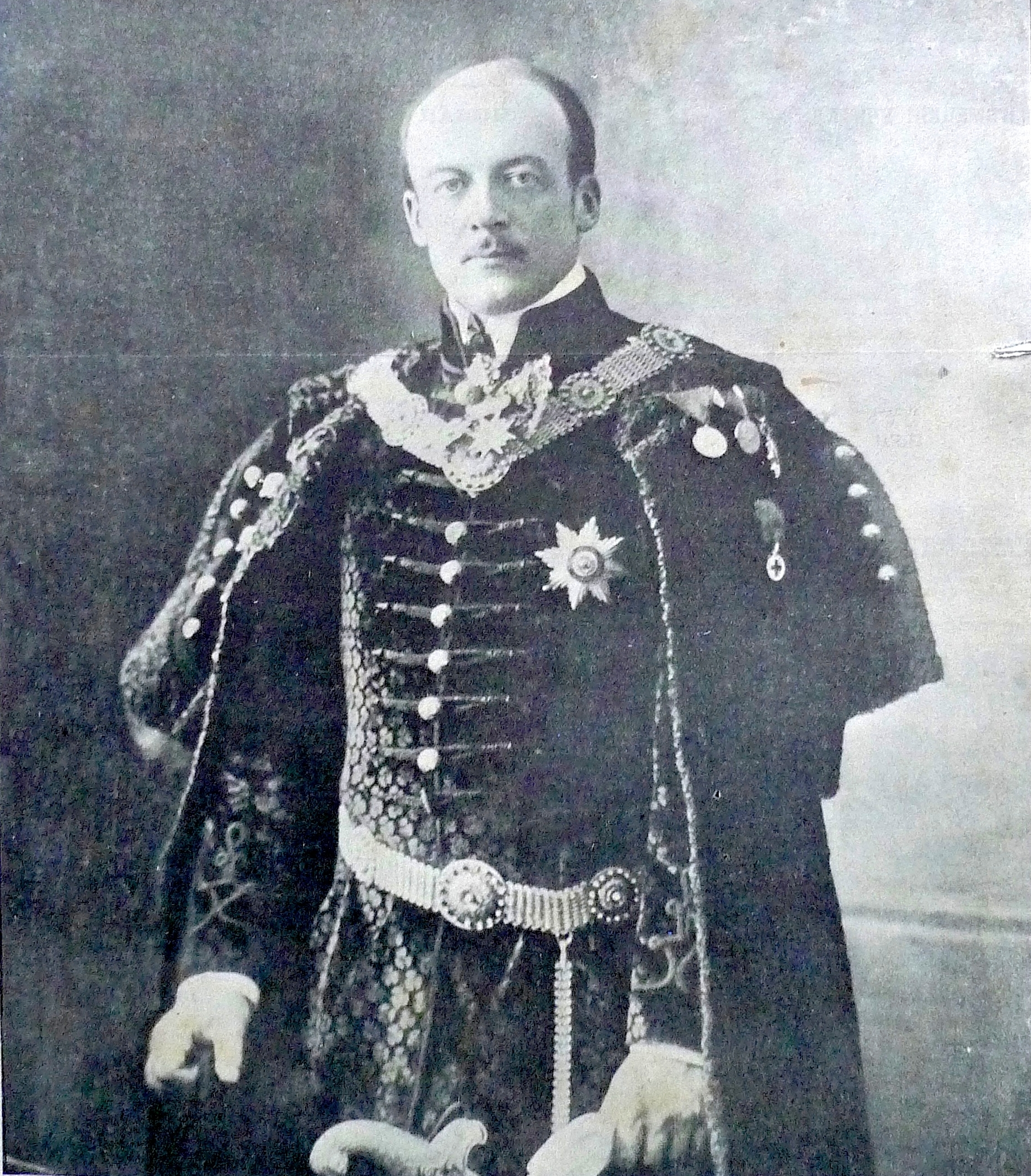
Conde Leopold von Berchtold

### Em filmes e na TV
O conde Berchtold foi interpretado pelo ator John Gielgud no filme de 1969 Oh! What A Lovely War.